# Bahía Oglander
Bahía Oglander är ett sund i Chile. Det ligger i den södra delen av landet, 2 400 km söder om huvudstaden Santiago de Chile.
Trakten runt Bahía Oglander är nära nog obefolkad, med mindre än två invånare per kvadratkilometer.